# Diocesaan administrator
Een diocesaan administrator is een voorlopig bestuurder van een vacante bisschopszetel binnen de Katholieke Kerk.

## Algemene gegevens
In ieder bisdom wordt de bisschop bijgestaan door verschillende raadgevende organen, die hij voorzit. Het gaat om de Bisschopsraad, de Uitgebreide bisschopsraad, de Diocesane priesterraad en de Economische raad van het bisdom. Daarnaast is er, sinds 1983, het Consultorencollege, dat bestaat uit minstens zes en hoogstens twaalf leden, benoemd door de bisschop binnen de leden van de diocesane priesterraad. De bisschop zal gewoonlijk een beroep doen op zijn naaste medewerkers die tot de diocesane priesterraad behoren, aangevuld met een paar andere leden van deze priesterraad.
De bisschop in functie zit het consultorencollege voor. Hij is verplicht voor sommige belangrijke beslissingen het advies van het college in te winnen, op straf van onwettigheid van de genomen beslissing. Wanneer er geen bisschop meer is, door overlijden, ontslag of benoeming in een ander ambt, treedt het college als korps op voor het bestuur van het bisdom en moet zonder uitstel in de vervanging voorzien. In het geval dat een bisschop-coadjutor (met recht van opvolging) in functie is, volgt deze automatisch op na de dood of het ontslag van de bisschop. Indien dit niet het geval is dient, in afwachting van de benoeming van een bisschop, een administrator worden aangesteld.
De eerste mogelijkheid is dat de paus onmiddellijk, nog voor het consultorencollege een kandidaat kiest, een apostolisch administrator benoemt.
In algemene regel, meer bepaald als de twee voorgaande hypothesen niet van toepassing zijn, komt het aan het diocesaan college van consultoren toe om zonder uitstel een tijdelijk vervanger te verkiezen, die de naam diocesaan administrator draagt.
Tijdens de enkele dagen die kunnen voorafgaan aan deze verkiezing, wordt het bestuur van het bisdom met vacante bisschopszetel waargenomen door de hulpbisschop, indien er een is, zo niet door de oudste onder de vicarissen-generaal, of zo niet door het consultorencollege als geheel.

## Procedure
Het consultorencollege verkiest een administrator binnen de acht dagen na het vacant worden van een bisschopszetel.
De voorwaarden om door het college te kunnen worden verkozen zijn dat de beoogde administrator priester (eventueel bisschop) is binnen de Katholieke Kerk en minstens de leeftijd van 35 jaar heeft bereikt. In het kerkelijk recht wordt gesproken over sacerdos of priester, wat uiteraard ook op een bisschop toepasselijk is. Hij moet daarbij ook uitmunten in de leer en in wijs oordeel.
De diocesane administrator bestuurt het bisdom volgens de canons 416 tot 430 van het kerkelijk wetboek.
Hij heeft praktisch dezelfde bevoegdheden als een bisschop, behalve indien het wettelijk anders beschikt is. Het kerkelijk wetboek voorziet in verschillende wettelijke restricties en in een speciale supervisie door het consultorencollege (voorbeelden in de canons 272 en 485). De diocesane administrator behoudt zijn bevoegdheden totdat een nieuwe bisschop bezit neemt van de zetel of totdat hij zelf ontslag zou aanbieden bij het consultorencollege.

## Bijzondere gevallen
Indien het consultorencollege er niet zou in slagen binnen de gestelde termijn een administrator te verkiezen, krijgt de aartsbisschop van de kerkprovincie de taak om iemand te benoemen. Indien ook de aartsbisschoppelijke zetel zou vacant zijn, komt het toe aan de oudste in dienstjaren van de bisschoppen binnen de kerkprovincie om de aanstelling te doen.
Door de bisschoppenconferentie kan beslist worden dat de bevoegdheden van het consultorencollege weer worden uitgeoefend door het kapittel van de kathedraal. In dit geval wordt de administrator verkozen, niet door het consultorencollege maar door het kapittel. Vroeger werd deze verkiezing altijd door het kapittel gedaan, tot aan de wijzigingen van 1983 aan het kerkelijk wetboek. Vandaar dat de geijkte term (thans soms nog gebruikt) die was van kapittelvicaris.
De bisschoppenconferenties in Nederland en Oostenrijk hebben beslist het kapittel van kanunniken als consultorencollege te laten optreden.